# Nicetes (metge)
Nicetes (Nicetas,, Νικήτας) va ser un metge grec de l'època romana d'Orient.
Teofilacte, arquebisbe de Bulgària, li va dirigir una carta i l'anomena «metge del rei». Visqué al segle xi.
És probablement el mateix Nicetes que al final del segle xi i començaments del següent vivia a Constantinoble i va compilar una sèrie de tractats sobre medicina i sobre cirurgia, especialment d'Hipòcrates, Sorà, Ruf, Galè, Oribasi, Paule Egineta i alguns altres.